# Pseudocheirodon arnoldi
Pseudocheirodon arnoldi är en fiskart som först beskrevs av Boulenger, 1909.  Pseudocheirodon arnoldi ingår i släktet Pseudocheirodon och familjen Characidae. Inga underarter finns listade i Catalogue of Life.